# Житній хліб

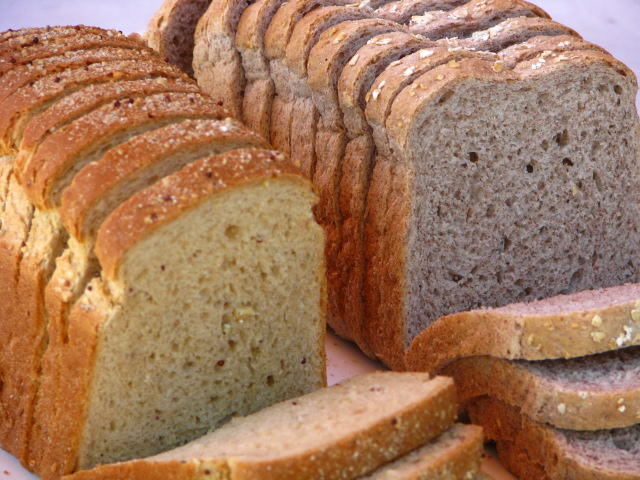
Пшеничний (ліворуч) та житний (праворуч) хліби

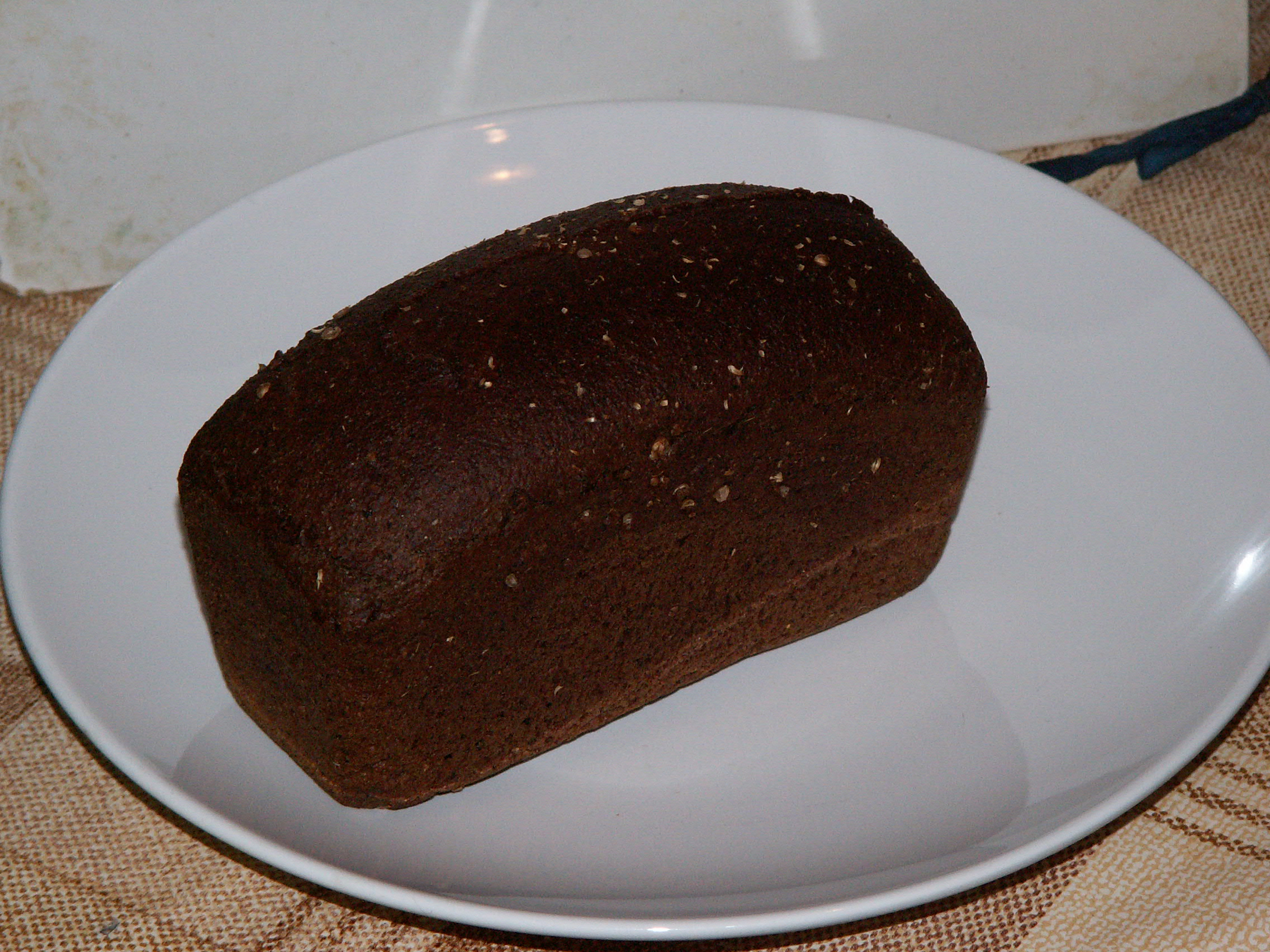
Бородинський хліб

Житній хліб (чорний хліб) — різновид хлібу, випікають з житнього обойного, обдирного і просіяного борошна. Простий житній хліб з обойного борошна випікається формовим і череневим. Він має вологість 46..53 %, кислотність 13°, пористість не менше 44 %. Це найнижча пористість серед хлібних виробів. Чисто житній хліб не містить пшеничного борошна, відрізняється гострим, горіховим і землистим смаком.
Протягом століть житній хліб був їжею для простого люду. Жито, морозостійка та невибаглива до умов вирощування культура, давала вищі врожаї, аніж пшениця. Тому хліб із пшеничного борошна завжди був дорожчим за житній, і дозволити його собі могли лише заможні люди. Залежно від пропорцій пшеничного та житнього борошна розрізняють:
- житньо-пшеничним — житнього борошна у складі хліба понад 50 %;
- пшенично-житнім — навпаки, житнього менш як 50 %.

## Зберігання житнього хліба
Термін придатності хліба рахують із моменту витягування його з печі.
У процесі зберігання хліба відбувається старіння білків і крохмалю, крохмаль стає кристалічним. Волога випаровується і хліб стає крихким.
Якщо хліб зберігається закритим та при високій температурі, наприклад, влітку в поліетиленовому пакеті, то з'являються сприятливі умови для розвитку картопляної палички: висока температура (+30..40С) і вологість. Її спори містяться в будь-якому борошні й за сприятливих умов проростають вже через 10 годин. Хліб набуває легкого фруктового запаху, у м'якушці з'являються тягучі нитки, згодом він темніє, стає легким і стає відчутним неприємний запах.
Буханець, уражений картопляною хворобою, потрібно закопати чи спалити. Його не можна брати руками, викидати у смітник, давати тваринам.
Картопляна хвороба уражає лише пшеничний хліб, особливо великі буханки. Житній хліб стійкий до цього захворювання, оскільки його м'якуш кислий.

## Поживні властивості житнього хліба
Порівняно з іншими видами хлібів житній хліб має переваги:
- Житній хліб менш калорійний, ніж пшеничний (180 ккал проти 242 ккал).
- Багатий на вітаміни та мікроелементи. Містить різні вітаміни групи B (корисні для шкіри, нігтів та нервової системи людини), нікотинову кислоту, вітамін E, залізо та жиророзчинні вітаміни.

- Корисний для кишечника завдяки високому вмісту грубих волокон та клітковини, які посилюють моторику товстої кишки, збільшують відчуття ситості після їжі, і вповільнюють засвоєння цукру в кров.

До його недоліків відносять:
- Через підвищену кислотність житній хліб не рекомендовано людям з підвищеною кислотністю шлунку, загостренням виразки його та дванадцятипалої кишки, хронічним колітом.
- Повністю житній хліб занадто важкий для щоденного споживання.

## Добові норми вживання
- Дітям:
  - віком від року до трьох можна вживати по 100 г хліба.
  - до 5 років — до 150 г.
- Підліткам:
  - дівчаткам — 350 г.
  - хлопчикам — 400..450 г.
- У дорослих кількість потрібного хліба залежить від маси тіла:
  - з нормальною вагою — 250..300 г. житнього і 120 пшеничного,
  - худій людині — 320 г.
  - з ожирінням — до 150 г.

## Цікаві відомості
Цікаво знати, що:
- Житній хліб можна їсти з трирічного віку.
- Хлібницю потрібно протирати водою з оцтом.
- Класичний хліб містить чотири складники: борошно, воду, сіль, дріжджі. Покращені сорти мають також яйця, жир, цукор.
- Хліб в упаковці не підробляють, бо обладнання дороге.
- Пакований білий хліб можна зберігати 48 годин після виходу з печі, житній — 72 години. Неупакований білий — 24 години, житній неупакований — 48.
- Хліб в упаковці у спекотну пору краще не купувати. Влітку краще віддавати перевагу житньому чи житньо-пшеничному хлібу, купувати невеликі буханці хліба та зберігати в холодильнику.